# Bistum Eunápolis

Die Kathedrale von Eunápolis

Das Bistum Eunápolis (lateinisch Dioecesis Eunapolitana, portugiesisch Diocese de Eunápolis) ist eine in Brasilien gelegene römisch-katholische Diözese mit Sitz in Eunápolis im Bundesstaat Bahia.

## Geschichte
Das Bistum Eunápolis wurde am 12. Juni 1996 durch Papst Johannes Paul II. mit der Apostolischen Konstitution Apostolicum munus aus Gebietsabtretungen des Bistums Itabuna und des Bistums Teixeira de Freitas-Caravelas errichtet. Es wurde dem Erzbistum São Salvador da Bahia als Suffraganbistum unterstellt. Erster Bischof wurde José Edson Santana de Oliveira.  